# Dampierre-le-Château
Dampierre-le-Château je francouzská obec v departementu Marne v regionu Grand Est. Žije zde 117 obyvatel.

## Geografie

### Sousední obce
| Růžice kompasu |         | Rapsécourt           | Braux-Saint-Remy | Růžice kompasu |
| Růžice kompasu | Herpont | Sever                | Sivry-Ante       | Růžice kompasu |
| Růžice kompasu | Herpont | Dampierre-le-Château | Sivry-Ante       | Růžice kompasu |
| Růžice kompasu | Herpont | Jih                  | Sivry-Ante       | Růžice kompasu |
| Růžice kompasu |         | Dommartin-Varimont   | Épense           | Růžice kompasu |

## Vývoj počtu obyvatel
Počet obyvatel